# Glenognatha caporiaccoi
Glenognatha caporiaccoi là một loài nhện trong họ Tetragnathidae.
Loài này thuộc chi Glenognatha. Glenognatha caporiaccoi được miêu tả năm 1993 bởi Platnick.